# Wroników
Wroników [pronunciación en polaco: /vrɔˈnikuf/] es un pueblo ubicado en el distrito administrativo de Gmina Rozprza, dentro del distrito de Piotrków, voivodato de Łódź, en Polonia central. Se encuentra aproximadamente a 4 kilómetros al oeste de Rozprza, a 14 kilómetros al suroeste de Piotrków Trybunalski, y a 55 kilómetros al sur de la capital regional Łódź.